# Hyperbarická komora

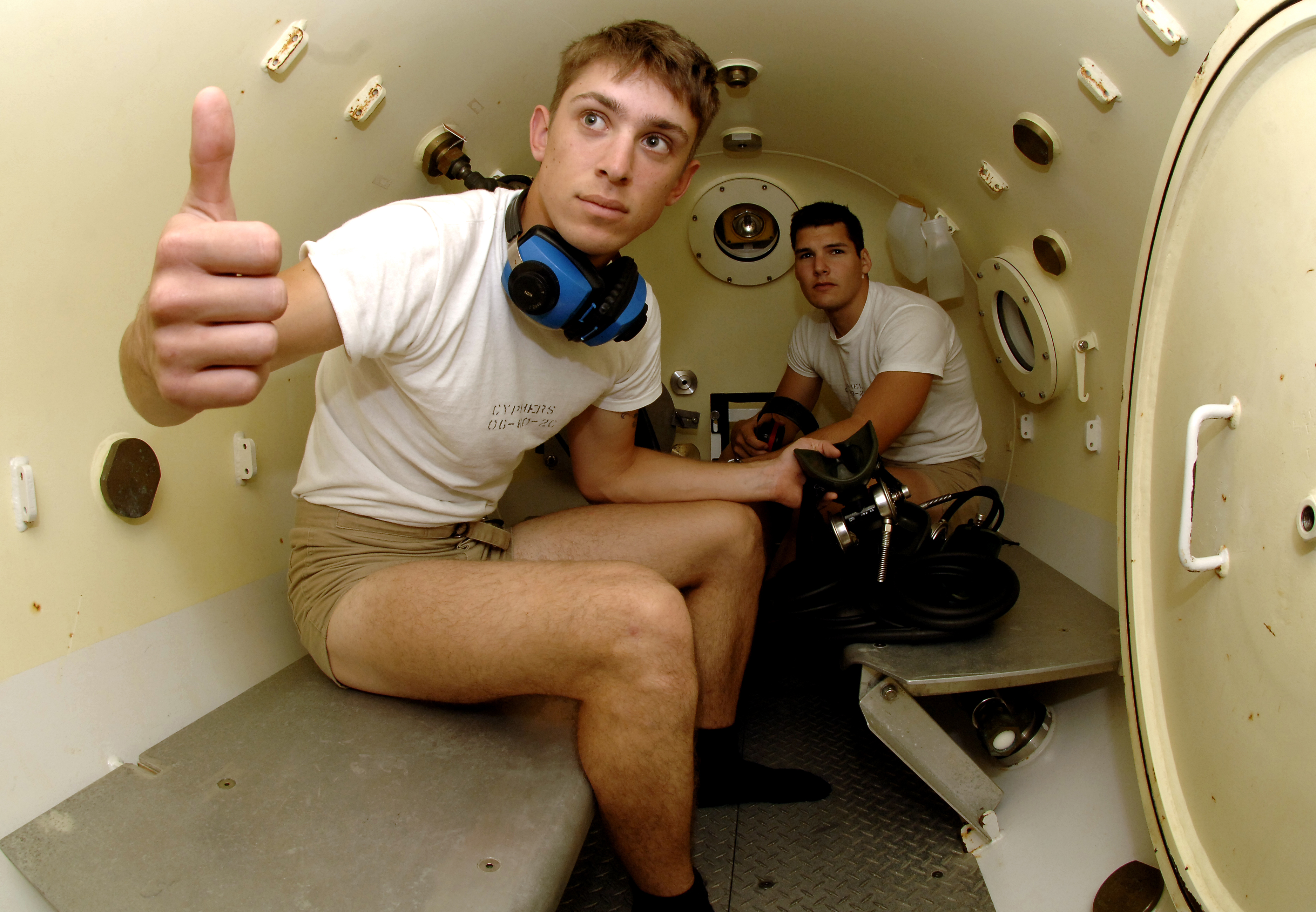
Vnitřek hyperbarické komory

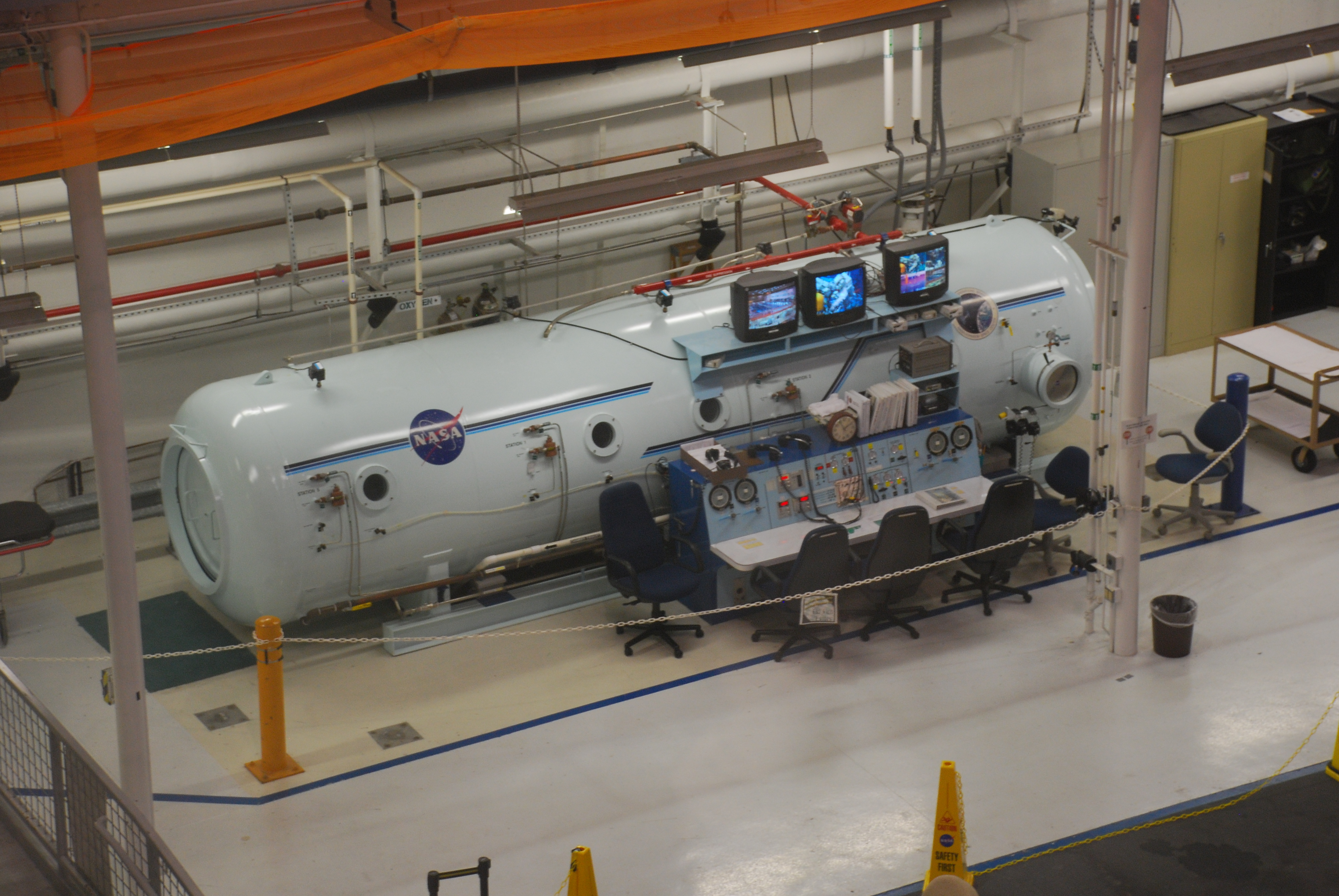
Hyperbarická komora NASA

Hyperbarická komora nebo také dekompresní komora je velká tlaková nádoba, kterou lze hermeticky uzavřít a vytvořit v ní přetlak několika atmosfér. Pozvolná změna tlaku v komoře umožňuje, aby se v ní lidé připravili na působení vysokého atmosférického tlaku, anebo naopak aby snesli dekompresi čili přechod z vysokého na normální tlak ovzduší, aniž by je postihla dekompresní nemoc.

## Užití
- Potápěči – nácvik vstupu a výstupu z velkých hloubek (dekompresní nemoc)
- Letci – trénink a příprava na podtlak, který může způsobit ztrátu vědomí ve velkých výškách, vlivem zmenšeného parciálního tlaku kyslíku v okolním vzduchu.
- Námořníci – záchranný systém u ponorek.
- stavbaři
  - Kesonáři – dekomprese po pracovním pobytu ve velkých hloubkách (ropné plošiny, stavba pilířů mostu, stavba a oprava hráze).
  - Stavbaři tunelů (užívá se zvýšený tlak proti prosaku vody).
- Pacienti – léčebné účely tzv. hyperbarická oxygenoterapie (inhalace 100 % kyslíku při zvýšeném tlaku 1 – 2 atm).

## Rozdělení
- Podle určení
  - komory léčebné
  - komory potápěčské
  - komory pro experimentální lékařský výzkum

- Podle velikosti
  - komory malé s objemem asi 1 m krychlový
  - komory střední s objemem 4-8 m krychlových
  - komory velké s objemem několika desítek metrů krychlových

- Podle plnění
  - komory jsou plněny vzduchem a pacient dýchá kyslík pomoci dýchací masky či kyslíkových brýlí
  - některé potápěčské a experimentální komory se plní i jinými plyny, např. směsí kyslíku a helia